# Luigi Capra (vescovo)
Luigi Capra (Milano, 26 dicembre 1437 – 14 agosto 1499) è stato un vescovo cattolico italiano.

## Biografia
Dopo aver studiato diritto canonico, entrò al servizio di Francesco Gonzaga e vi rimase fino al 1483, anno della morte del cardinale. Nel 1477 venne inviato alla corte dell'imperatore Federico III, dal quale ricevette il titolo di conte palatino nel 1479.
In seguito entrò al servizio del cardinale Ascanio Maria Sforza, di cui fu vicelegato e della cui protezione godette fino alla sua fuga. In questo periodo venne nominato referendario delle due Segnature, scrittore apostolico, nel 1487 protonotario apostolico, nel 1491 vescovo di Pesaro e, nel 1493, reggente della cancelleria.
A seguito della fuga del cardinale Sforza, a causa dei suoi legami con quest'ultimo, venne messo in stato di arresto per alcuni giorni. Morì circa un mese dopo il suo rilascio, il 14 agosto 1499.